# Hans Graalfs

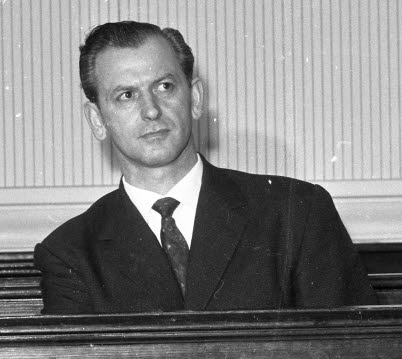
Hans Graalfs, 1964

Hans Graalfs (* 11. November 1915 in Wiefelstede; † 11. März 1994 in Neumünster) war ein deutscher SS-Hauptsturmführer und Zugführer des Einsatzkommandos 8 der Einsatzgruppe B.

## Leben
Hans Graalfs war Sohn eines Maschinenmeisters. Von 1922 bis 1926 besuchte er die Volksschule in Rüstringen. Er kam anschließend auf das Reform-Realgymnasium in Rüstringen, das er Ostern 1932 nach erfolgreichem Abschluss der Untersekunda mit dem Zeugnis der mittleren Reife verließ. Graalfs ging am 1. April 1932 bei der Firma Thams und Garfs in Rüstringen in die kaufmännische Lehre. Er beendete seine Lehre am 31. Oktober 1934.
Am 5. November 1933 wurde er Mitglied der Allgemeinen SS (SS-Nummer 164.791). Anfang November 1934 wurde er zum SD-Oberabschnitt Ost in Berlin übernommen. Er wurde hier in der Schreibstube als Maschinenschreiber sowie im Wachdienst eingesetzt. Vom 1. April bis zum 1. Oktober 1936 war Graalfs in Schlesien im Reichsarbeitsdienst. Am 1. April 1937 wurde er für ein Jahr zur SS-Verfügungstruppe „Germania“ nach Arolsen eingezogen. Zum 1. Mai 1937 trat er der NSDAP bei (Mitgliedsnummer 4.198.410). Vom 1. April 1938 besuchte Graalfs die SS-Junkerschule in Braunschweig und verließ diese als SS-Untersturmführer
Am 1. Mai 1939 wurde Graalfs zur Dienstleistung beim SD-Hauptamt einberufen und von dort zum Chef der Sicherheitspolizei und des SD in Stettin kommandiert. Anfang Dezember 1939 wurde er zur Dienststelle des Chefs der Sicherheitspolizei und des SD nach Berlin-Brandenburg versetzt, wo er als Adjutant für den SS-Oberführer Erich Naumann tätig war.
Im Frühjahr 1940 wurde er in eine Gruppe von Anwärtern für einen leitenden Dienst im SD aufgenommen. Nach Ablegung des Abiturs sollte Graalfs dann auf Kosten des Staates Rechtswissenschaft studieren, um später im höheren Dienst Verwendung zu finden. Bereits im November 1940, also vor dem Abitur, nahm Graalfs an einem Gasthörersemester an der Universität in Berlin teil. Zu Ostern 1941 bestand er in Berlin die Reifeprüfung. Am 30. April 1941 wurde Graalfs an der Friedrich-Wilhelm-Universität zu Berlin als Student der Rechts- und Staatswissenschaftlichen Fakultät immatrikuliert.
Im Mai 1941 wurde Graalfs zum „Osteinsatz“ abkommandiert. Bis zum 1. Oktober 1941 war er Zugführer beim Einsatzkommando 8. Als Zugführer leitete er mehrere Erschießungsaktionen auf dem Vormarsch des Einsatzkommandos. Graalfs konnte die Beteiligung an mehreren Erschießungsaktionen nachgewiesen werden, in Nowogrodek war er an der Ermordung von mindestens 60 Juden beteiligt, in Baranowicze wurden mindestens 200 Juden erschossen und bei mehreren Aktionen in Minsk wurden mindestens 500 Juden ermordet. Dabei hatte er teilweise selbst mit einer Maschinenpistole auf die Opfer gefeuert und mit einer Pistole Nachschüsse auf nicht tödlich getroffene Opfer gegeben..
Im Oktober 1941 kam Graalfs aus Sowjetunion zurück. Er nahm alsbald als Teilnehmer des Anwärterlehrgangs sein Studium an der Universität Berlin wieder auf. Außer dem Wintersemester 1941/1942 belegte er lediglich im Sommer 1942 noch ein zweites Semester. Im August 1942 war das Studium für ihn beendet. 
Graalfs kam in Spätsommer 1942 zur Waffen-SS zurück. Er fand zunächst beim SS-Panzerersatzregiment in Weimar-Buchenwald Verwendung. Im November 1943 kam er zur schweren Panzerabteilung 502, bei der er als Kompaniechef eingesetzt wurde. Er kämpfte mit dieser Truppe an der Invasionsfront, insbesondere in den Schlachten um Caen, Evren und Argentan. Schließlich wurde er gegen Ende des Krieges an der Ostfront bei Küstrin eingesetzt.

### Nach dem Krieg
Am 2. Mai 1945 geriet Graalfs in sowjetische Kriegsgefangenschaft. Es gelang ihm jedoch zu flüchten und in die britische Besatzungszone zu kommen. Am 20. November 1945 wurde er in Niebüll verhaftet und bis zum 22. Januar 1948 in den Internierungslagern Barkelsby, Gadeland, Eselsheide-Sennelager und schließlich im Lager Staumühle festgehalten. Nach der Internierung zog er nach Westerland, später gründete er in Neumünster eine Strickwarenfabrik.
In den frühen 1960er Jahren wurde er mehrmals in Untersuchungshaft genommen. Am 8. April 1964 wurde er vom Landgericht Kiel wegen Beihilfe zum Mord in 760 Fällen zu drei Jahren Zuchthaus verurteilt.